# Sandro Ladu
Alessandro Ladu, detto Sandro (Oristano, 15 agosto 1932 – Cagliari, 13 febbraio 2018), è stato un politico e medico italiano.

## Biografia
Originario di Sennariolo, conseguì la laurea in medicina nel 1957 e ottenne la specializzazione in oculistica nel 1961.
Esponente della Democrazia Cristiana, fu attivo in politica a Oristano e venne eletto più volte al consiglio comunale della città. Fu sindaco di Oristano dal gennaio 1971 all'ottobre 1972 e poi di nuovo dal settembre 1975 al luglio 1981.
Fu consigliere della Provincia di Oristano dal 1990 al 1995, ricoprendo anche la carica di assessore dal febbraio 1993 all'agosto 1994. Rieletto consigliere provinciale nel 2000 con il Partito Popolare Italiano, si ritirò dalla politica attiva al termine della legislatura nel maggio 2005.
Morì a Cagliari il 13 febbraio 2018.